# アルゾン
アルゾン （Arzon、ブルトン語:Arzhon-Rewiz）は、フランス、ブルターニュ地域圏、モルビアン県のコミューン。

## 地理
アルゾンはリュイス半島の先端にある。リュイス半島は北をモルビアン湾、南をキブロン湾と接している。アルゾンには特徴が全く異なる2つのリゾート地がある。
- ポール＝ナヴァロ - かつて小さな漁村だったが20世紀初頭より海水浴場として有名になった
- ル・クルスティー - モルビアン湾に面した湿地を埋め立てて1973年よりマリーナとしたエリア。

## 人口統計
| 1962年 | 1968年 | 1975年 | 1982年 | 1990年 | 1999年 | 2006年 |
| ------ | ------ | ------ | ------ | ------ | ------ | ------ |
| 1387   | 1308   | 1326   | 1476   | 1754   | 2056   | 2170   |

## 史跡
- プティ・モンのケアン
- ドルメン

## ギャラリー

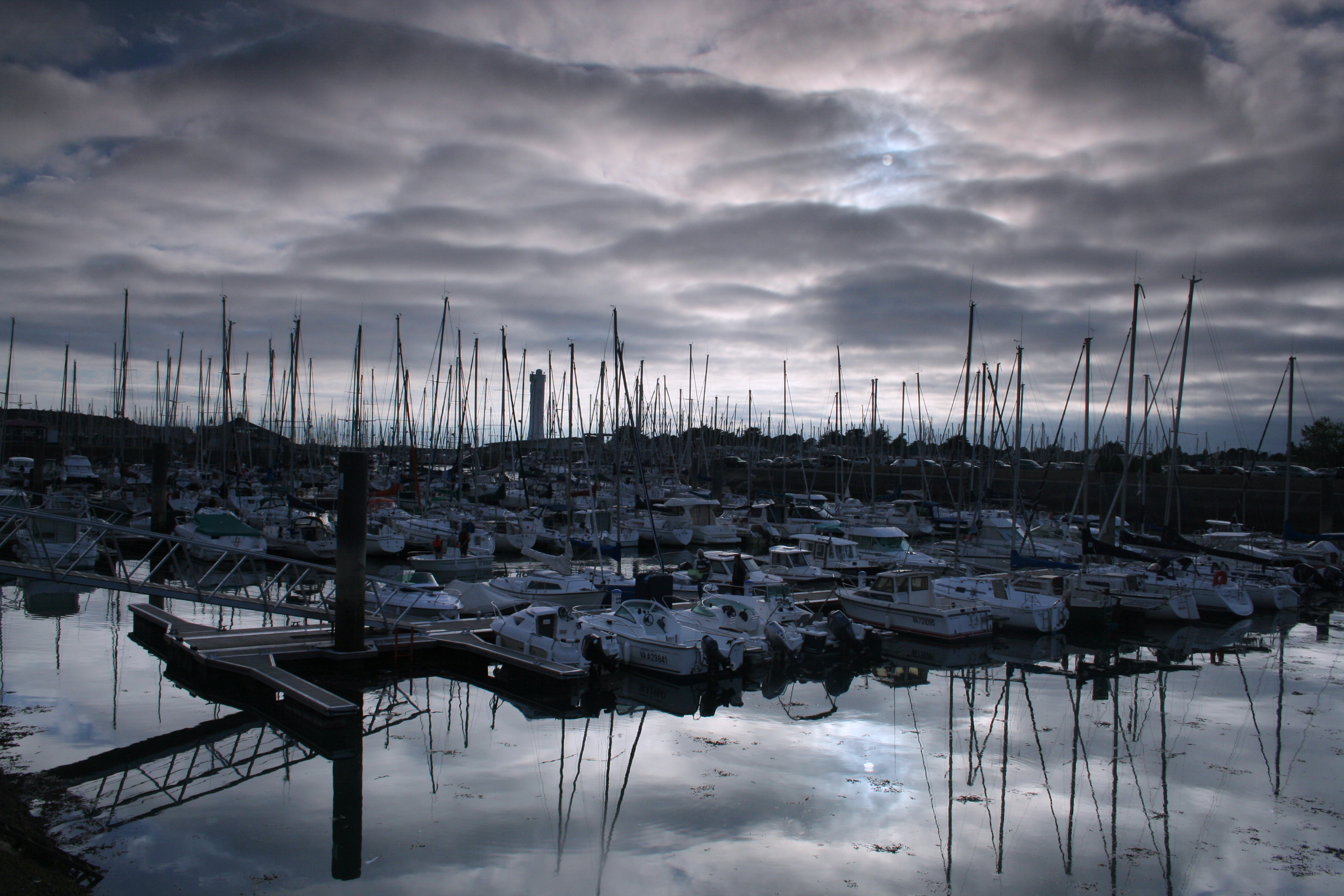
ル・クルスティーのマリーナ
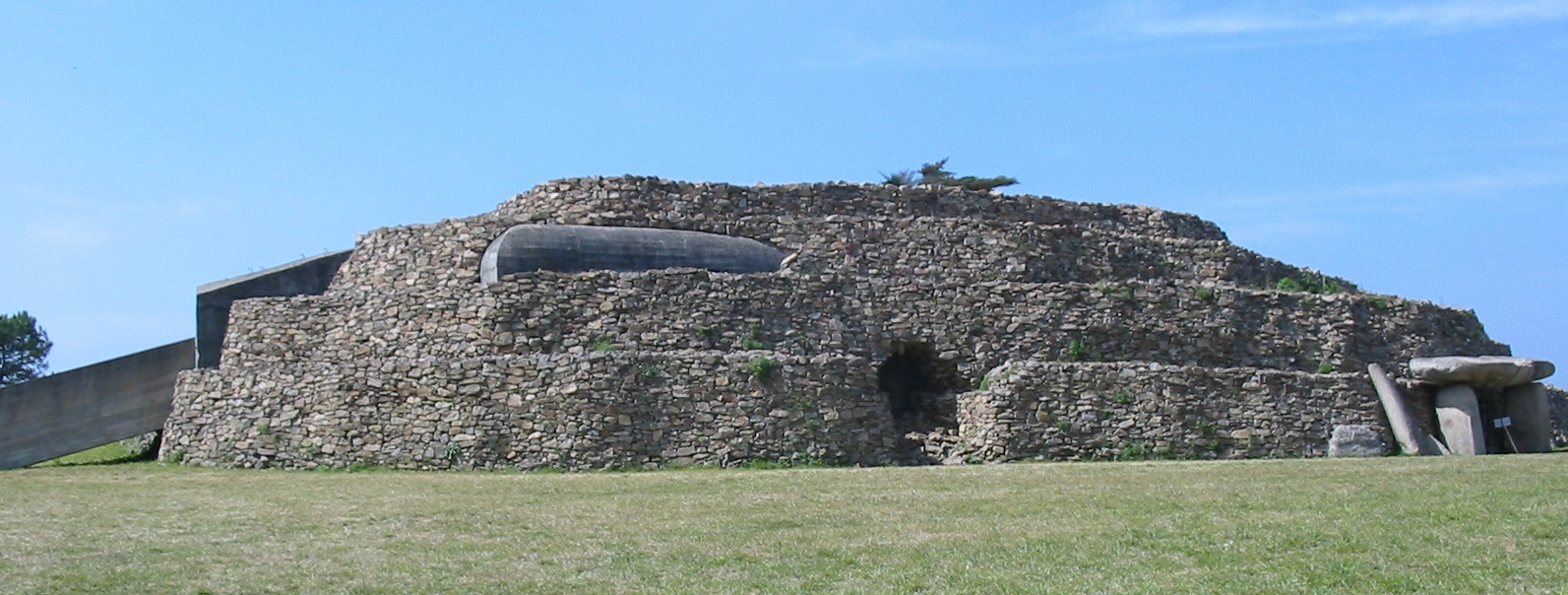
ケアン
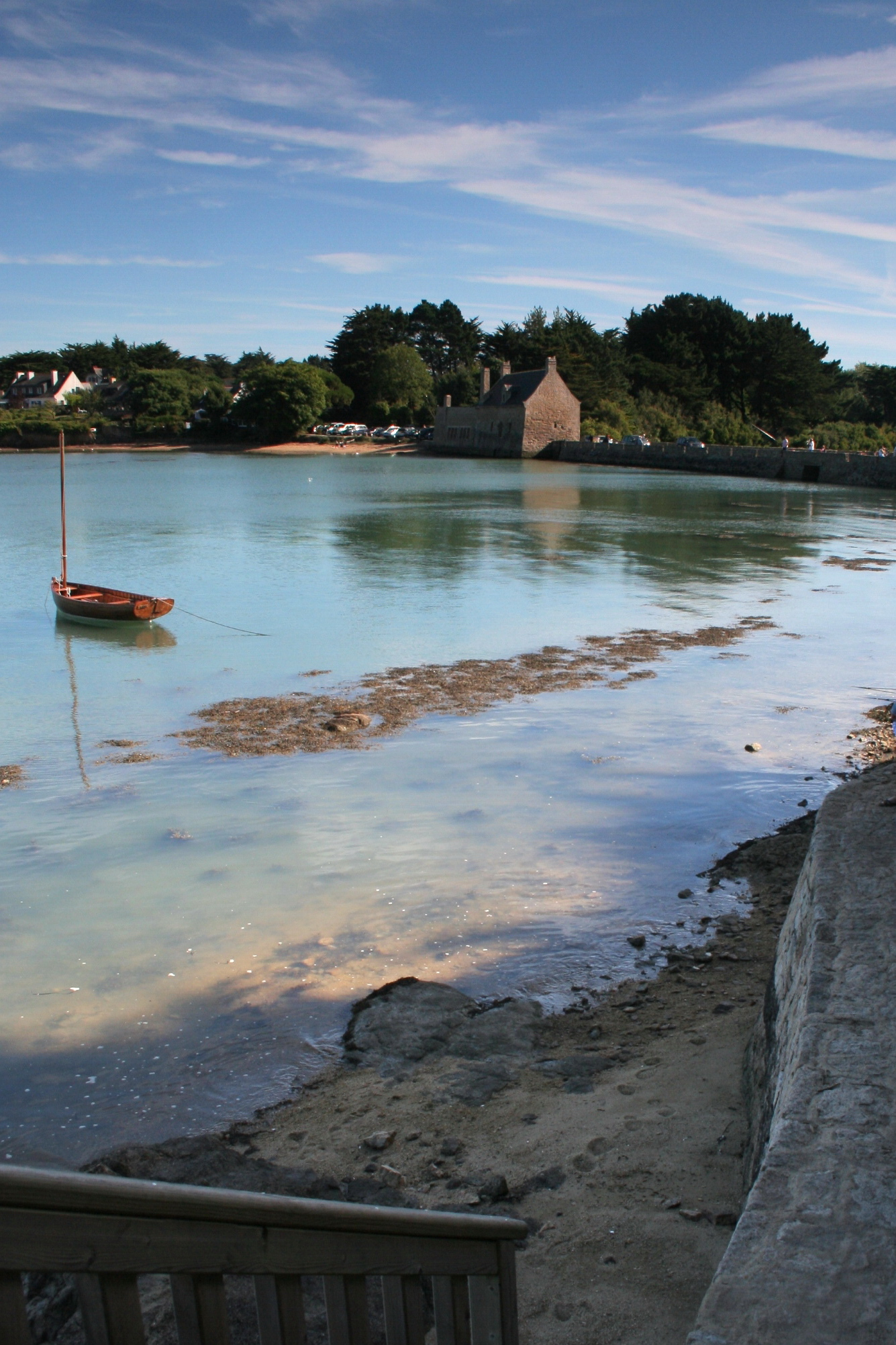
ペン・カステルの旧製粉所